# 县官
县官指县的长官，是对中國县衙最高官員的统称:6，掌握所管轄县的行政、司法、财政、文化、教育等大權:8。
中国历代政府为这一职务设有不同官职称谓和品秩。春秋战国时期，各诸侯国初设县，行政主官有县帅、县尹、县公，县大夫、大啬夫等称谓，汉朝时，固定为縣令、县长:104。宋代以其他官職「知某縣事」，簡稱知縣；明清時，知縣為正式官名，正七品，习称县令:7。
除县令、县长、知县的正式官职称谓外，俗称县官为“亲民官”、“父母官”，尊稱縣太爺、縣大老爺，雅稱為大尹、大令、明府:7、縣尹、縣宰、百里侯、邑侯、邑宰、邑令、令君等。

## 歷史沿革
战国时期，各诸侯国普遍设置县，县官和相应的县官制度由此产生。县官一词最早指皇帝。后约定俗成，成为县的长官的统称:6。
戰國時秦國商鞅變法，商鞅將許多小鄉合併為县，併县後的行政長官便稱為「令」。最初，县令直接由國君任免，但在戰國末年，地方行政制度形成郡县兩級制，县隷屬於郡，县令就成了郡守的下屬。秦汉时，法令規定根据县的人口多寡，县官的职称也不同，一万户以上称县令，以下称县长。:104
秦汉时，县令品秩八百石至千石，考绩优良者可辟为府掾、甚至可以升为郡守。所以县令颇为人所重，朝廷也深重其选。魏晋南北朝时期，县令多以年老胥吏或退役的下级军官充任，品秩既低，所任之人又及其颟頇、贪暴，为士人所不齿，地方亦多不治。而到宋代 ，遣京官、升朝官管轄各县，在原本的官名後加上「知某縣事」字樣，简称知縣。元朝分設達魯花赤、縣尹。明清時，知縣成為正式官名，正七品。
縣令古稱百里侯，所谓“万事胚胎，皆在州县”，“养鳏寡，恤孤穷。审察冤屈，躬亲狱讼，务知百姓之疾苦”，其責任不可謂不大。宋朝以後的縣治卻成為“官冗于上，吏肆于下”。袁宏道在给友人丘长孺的信中说：“弟作令，备极丑态，不可名状。大约遇上官则奴，候过客则妓，治钱谷则仓老人，……苦哉！毒哉！”。清末，趙爾豐（驻藏大臣兼任川滇边务大臣）在路途发现一家百姓无隔夜之粮，而地方官不知，即训导地方官，並成為名言“知县是知一县之事，即知人民事也。故勤政爱民者，因爱民而勤政。非勤政为一事也，爱民又为一事也。凡民有疾苦，而官不能知之，不能救之，是贼民者也。”
1912年北洋政府改稱县知事，后改县长，1945年台灣歸還中華民國版圖後、1949年中華人民共和國建國後因襲之。

## 任职

### 铨选
中国古代官员的任用主要分为荐举和科举两类。科举制度在唐朝完善后，逐渐成为选拔官员的重要制度。此外，还有皇帝直接任用、考绩升用、捐納等任命为县官的方式。通过科举考试为官的称“正途”，以捐納为官的称“异途”:7。
明代，以从进士、举人中选用县官为制度。万历年间规定，州、县正印官，以上中为进士缺，中下为举人缺，最下为贡生缺。相关研究中，清代内乡县113名知县中，除30人出身记载不详外，其余83人，有进士出身16人，举人出身37人，監生、貢生、拔貢、廩生、副榜等出身30人:7。

### 任职回避
中国官员的回避制度始于东汉，为后世沿用。明清两朝，县令理論上不得在籍贯所在的本省各县任职，也不得在家乡500華里之内的他省任职。即古人云“千里去做官”。近亲、近姻亲不得在同一省任职。明朝万历二十二年（1594年），吏部尚書孙丕扬初创掣签法。其后，由吏部抽签决定县官分配去向。清朝沿用:8。
《中华人民共和国公务员法》、中共中央组织部颁发的《党政领导干部选拔任用工作条例》第五十三条也规定了职务回避与地域回避，包括县长（县级市市长）的任职回避。

## 属官
县令下设县丞、主簿、縣尉、典史、吏目、巡检等官職。

## 延伸阅读
[在维基数据编辑]
 《欽定古今圖書集成·明倫彙編·官常典·縣令部》，出自陈梦雷《古今圖書集成》